# Мушерань
Мушера́нь (рос. Мушерань, марій. Машнур) — село у складі Моркинського району Марій Ел, Росія. Входить до складу Шалинського сільського поселення.

## Населення
Населення — 41 особа (2010; 64 у 2002).
Національний склад (станом на 2002 рік):
- лучні марійці — 95 %